# Ming-siao-ling

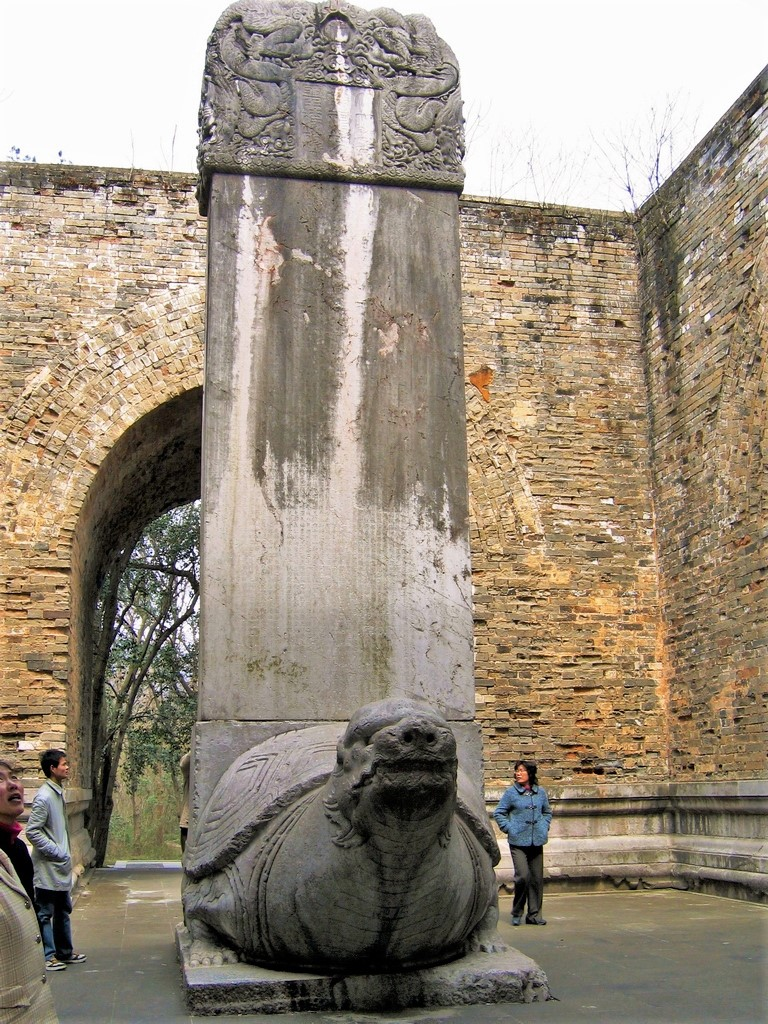
Hlavní stéla císaře Chung-wu v pavilónu S'-fang-čcheng

Mauzoleum Ming-siao-ling (čínsky: pchin-jin Míngxiàolíng, znaky明孝陵) je místo posledního odpočinku čínského císaře Chung-wua a jeho císařovny. Leží na jižním úpatí Purpurové hory (čínsky: pchin-jin Zĭjīn shān, znaky 明孝陵) východně od historického centra Nankingu.
Stavba mauzolea byla zahájena roku 1381 za vlády Chung-wua a dokončena roku 1431, přičemž pohltila značné zdroje a zaměstnala 100 tisíc dělníků na které dozíralo 5 tisíc vojáků. Areál mauzolea dosáhl délky 22,5 km.
Celý komplex má rozlohu 2 970 ha a patří k největším císařským hrobkám. Je rozdělen do dvou částí spojených ceremoniální cestou duchů, zadní část je obklopena 45 km dlouhou zdí. Většina budov byla zničena během tchajpchingského povstání. a později zrekonstruována. Do první části mauzolea se vstupuje branou Ta-ťin-men. Před ní příchozí zanechali své koně a vozy. Za branou je pavilon S'-fang-čcheng kde Chung-wuův syn císař Jung-le nechal umístit stélu chválící ctnosti a úspěchy Chung-wua. Stéla je vysoká 8,78 m, nápis na ní má 2746 znaků čínského písma. Z pavilonu S'-fang-čcheng vede 1,8 km dlouhá cesta duchů. Podél cesty jsou umístěny sochy strážců – zvířat, vojáků a úředníků.
Na konci cesty duchů je most, za ním stojí brány z červených cihel, kterými se vchází do pohřebiště, vedle byly dva pavilóny, nyní již nedochované. Hned za branou stojí malý dřevěný pavilón se stélou postavenou císařem Kchang-si. Za ním je mramorová terasa, na kterém dříve stála největší čínská dřevěná budova, ze které se zachovaly pouze její kamenné základy. Určena byla k rituálům na počest zemřelého. Z terasy vede cesta k nejváženější budově mauzolea, věži duší. Za ním, pokrytý cypřiši a obklopený zdí, stojí kruhový pahorek o průměru 400 metrů, pod kterým je hrobka císaře a císařovny.